# Polizei- und Grenzschutzamt

Wappen des Polizei- und Grenzschutzamtes

Das im Jahr 2010 gegründete, dem estnischen Innenministerium unterstehende Polizei- und Grenzschutzamt (estnisch Politsei- ja Piirivalveamet) mit Sitz in Tallinn vereinigt die Aufgaben des Grenzschutzes und der Polizei in einer Behörde.

## Geschichte
Das heutige Polizei- und Grenzschutzamt wurde am 1. Januar 2010 durch die Zusammenlegung des bis dahin eigenständigen Amtes für Staatsbürgerschaft und Migration (estnisch Kodakondsuse- ja Migratsiooniameti), der Grenztruppen (Piirivalveameti) und mehrerer Polizeibehörden (Politseiameti, Keskkriminaalpolitsei und Julgestuspolitsei) gegründet. Um das Zusammenwachsen der neuen Behörde zu erleichtern, wurde neben der weiterhin bestehenden fachlichen Gliederung eine (schon beim Großteil der Vorgängerbehörden existierende) regionale Gliederung in eine nördliche, südliche, östliche und westliche Präfektur vorgenommen.
Zum 3. Januar 2023 wurde vier Schiffe des Polizei- und Grenzschutzamtes und deren Aufgaben in die Marine eingegliedert. Damit verbunden war u. a. die Übernahme der gesamten Küstenüberwachung und die Kontrolle der Seegrenzen durch die Marine.
Zurzeit arbeiten etwa 5000 Angestellte im Polizei- und Grenzschutzamt, das damit eine der größten estnischen Behörden ist. Ihr aktueller Chef ist Egert Belitšev.

## Kennzeichnungspflicht
Siehe auch
Nach dem Polizeirecht sind die Beamten von Polizei und Grenzschutz verpflichtet, an ihrer Uniform ein Etikett mit ihrem vollständigen Namen oder interner Identifikationsnummer zu tragen. Die farbigen Kennmarken sind in der Regel 3 cm hoch und 9 cm breit, der Name oder die Zahlenkombination ist 1 cm groß und silberfarben. In Situationen, in denen die Sicherheit der Beamten und/oder ihrer Familien gefährdet werde könnte, können die Beamten davon absehen, das Namensetikett zu tragen. Die Verpflichtung zum Tragen der Identifikationsnummer bleibt jedoch bestehen.
Die Kennzeichnungspflicht gilt für alle Polizei- und Grenzschutzbeamten ohne eine Differenzierung nach Diensträngen oder Einheiten.

## Dienstgrade
|                                            |                                                |                                                                                 | |                               |                                                 |                                                 |                                                             |                               |
| Politseikindral                            | Politseikindralinspektor                       | Politseikolonel                                                                 | Politseikolonelleitnant                                                                                       | Politseimajor                 | Politseikapten                                  | Politseileitnant                                | Vanemkomissar                                               | Komissar                      |
| Polizeigeneral                             | Polizeigeneralinspektor                        | Polizeioberst                                                                   | Polizeioberstleutnant                                                                                         | Polizeimajor                  | Polizeihauptmann                                | Polizeioberleutnant                             | Oberkommissar                                               | Kommissar                     |
| Präsident des Polizei- und Grenzschutzamts | Vizepräsident beim Polizei- und Grenzschutzamt | Vizepräsident beim Polizei- und Grenzschutzamt Präsident einer Polizeidirektion | Vizepräsident beim Polizei- und Grenzschutzamt Präsident einer Polizeidirektion Inspektionsleiter Chefbeamter | Inspektionsleiter Chefbeamter | Inspektionsleiter Chefbeamter Leitender Beamter | Inspektionsleiter Chefbeamter Leitender Beamter | Inspektionsleiter Chefbeamter Leitender Beamter Oberbeamter | Leitender Beamter Oberbeamtre |

|                 |                         |                          |                  |
| Ülemkonstaabel  | Vanemkonstaabel         | Konstaabel               | Nooremkonstaabel |
| Hauptkonstabler | Oberkonstabler          | Konstabler               | Unterkonstabler  |
| Oberbeamter     | Oberbeamter Unterbeamte | Oberbeamter Unterbeamter | Unterbeamter     |

## Aufgaben

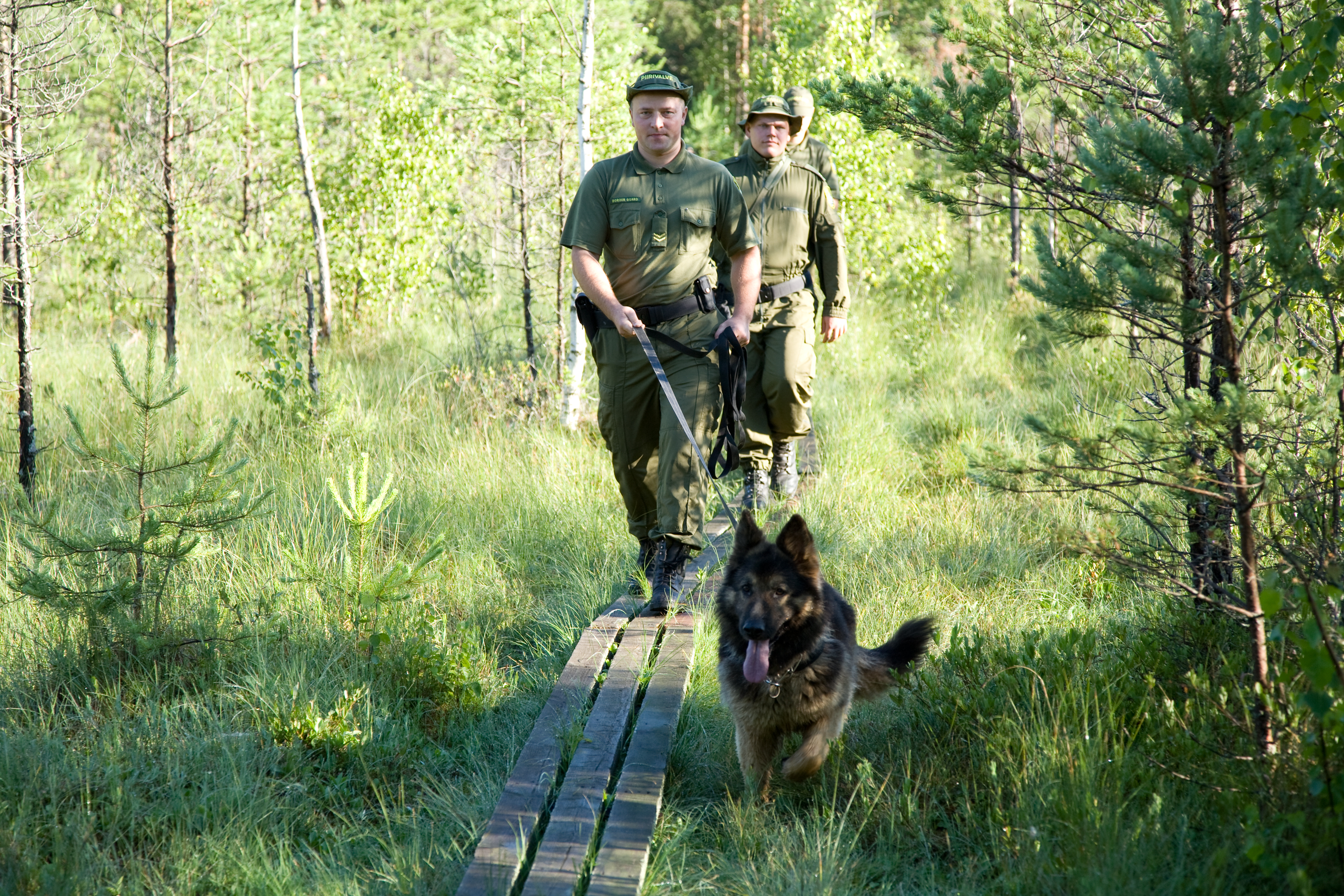
Patrouille des estnischen Grenzschutzes

Das Amt hat folgende Aufgaben, die sich aus denen seiner Vorgängerinstitutionen ergeben:
- Aufrechterhaltung der öffentlichen Sicherheit und Ordnung
- Verfolgung von Straftaten
- Schutz der Landesgrenzen
- Ausstellung von staatlichen Dokumenten
- Zusammenarbeit mit den estnischen Streitkräften je nach Erfordernis

## Fahrzeuge

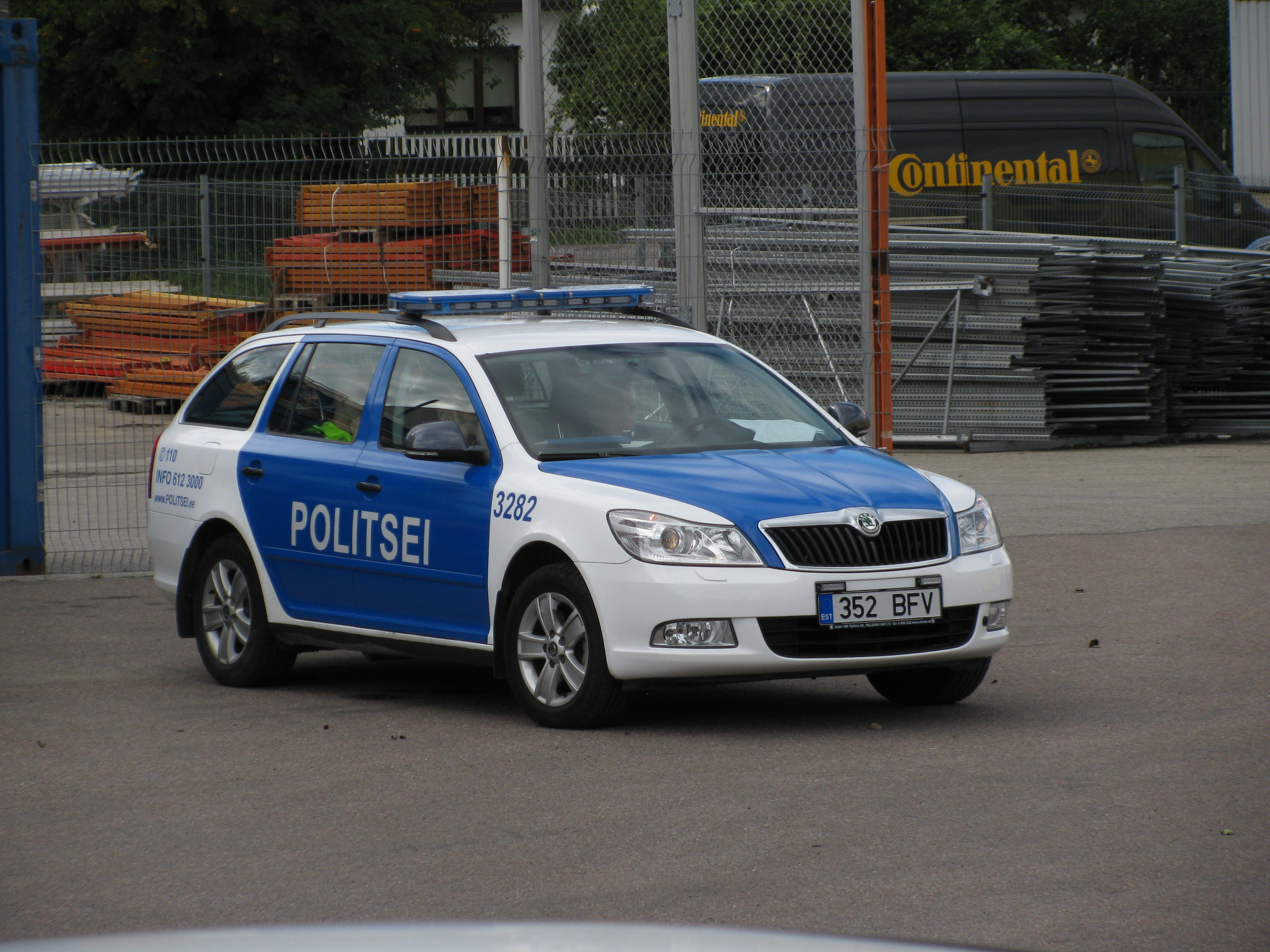
Skoda-Polizeifahrzeug (2012)
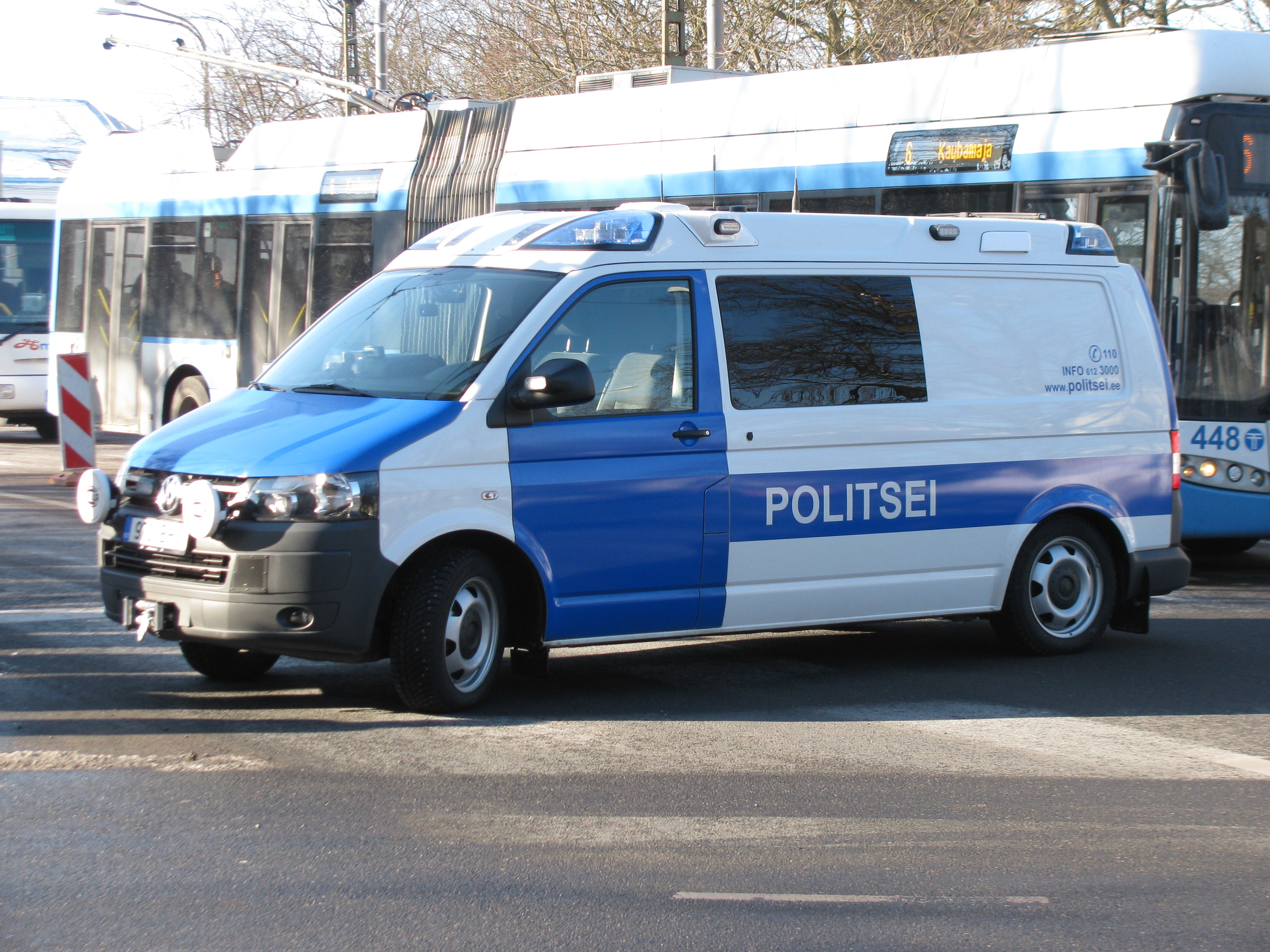
VW-Bus (2013)
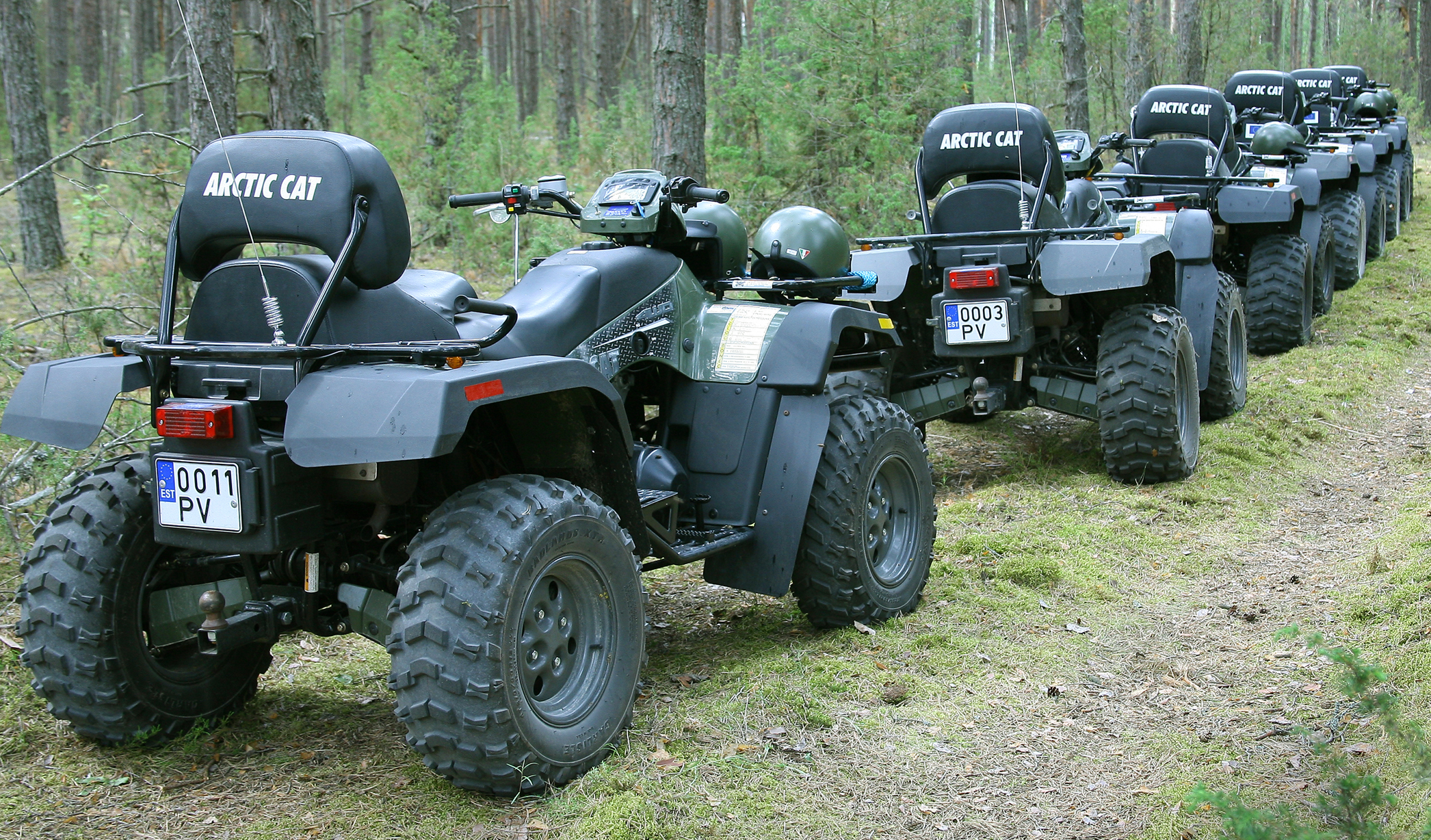
Quads (2006)
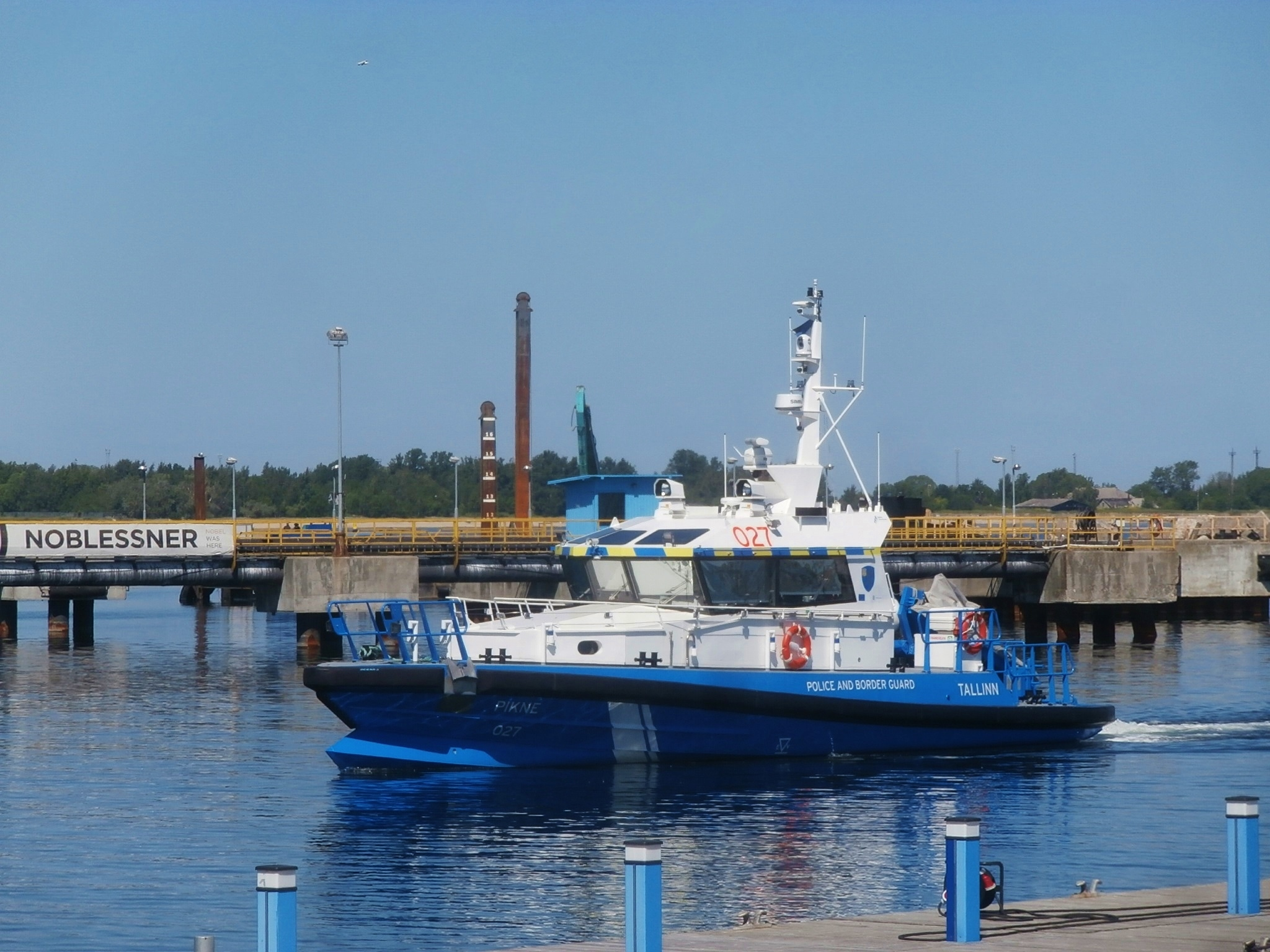
Motorboot (2019)
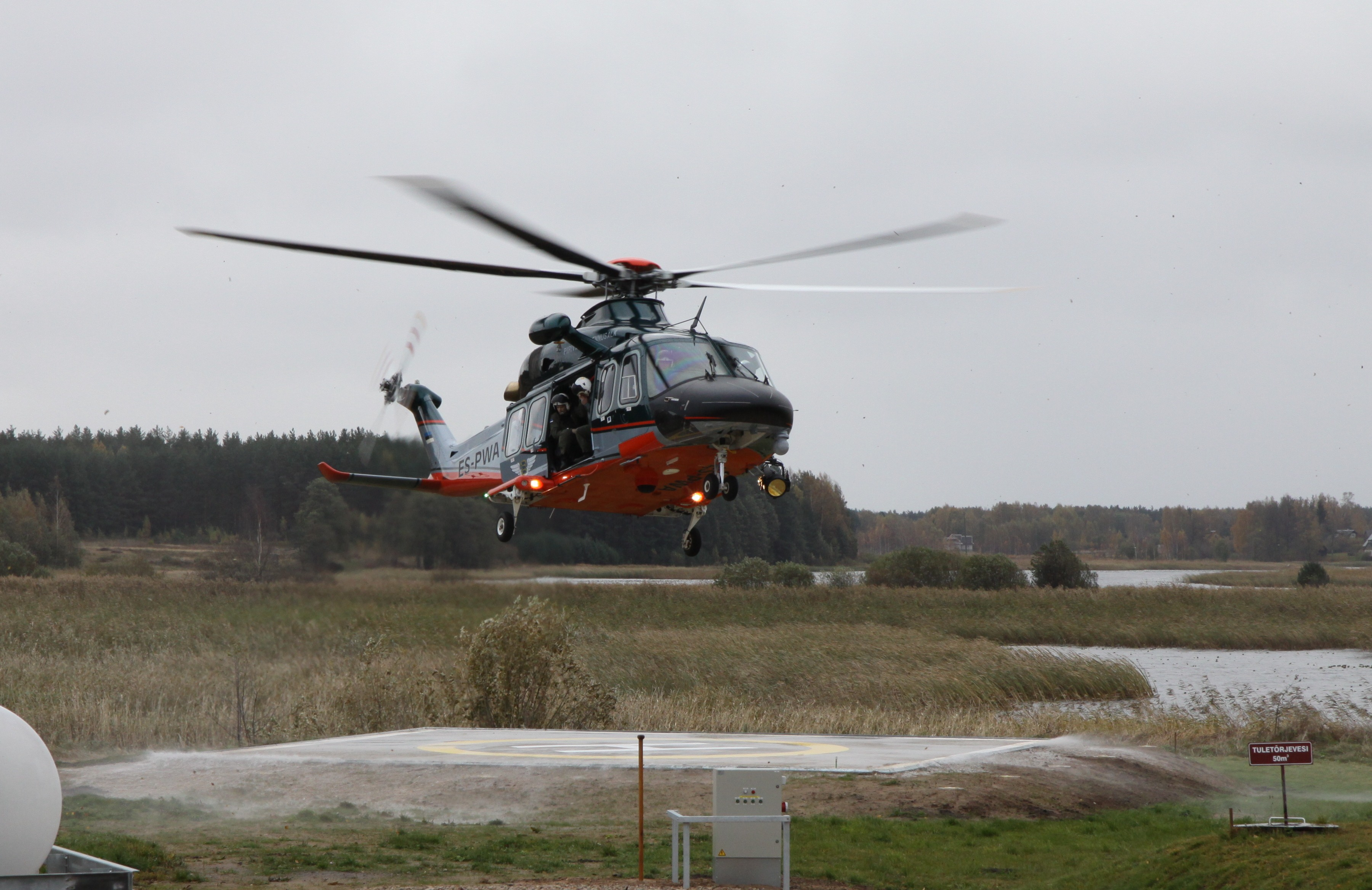
Hubschrauber AgustaWestland AW139 (2010)
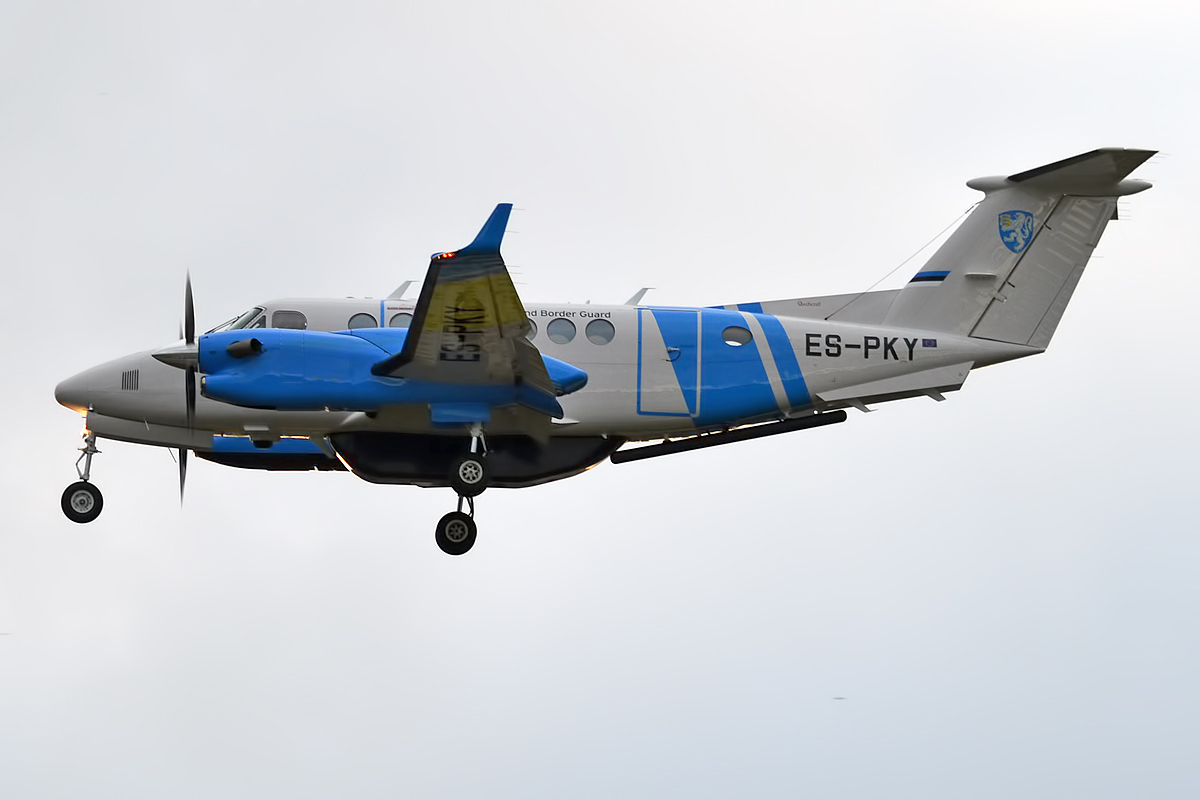
King Air 350 (2018)